# Jakov Lukarević (biskup)
Jakov Lukarević ili Lukarić O.F.M. (tal. Giacomo Luccari; Dubrovnik, 1513. – Dubrovnik, 1575.) bio je prelat Katoličke Crkve koji je služio kao biskup trebinjsko-mrkanski od 1563. do 1575.

## Životopis
Rođen je 1513. godine. Bio je član Dubrovačke franjevačke provincije.
Neposredno prije imenovanja biskupom i u vrijeme dok je bio provincijal Provincije, došlo je do spora među njegovom subraćom franjevcima. Naime, dubrovačke su vlasti podržavale franjevce patricijskog podrijetla i njihovo unutarnje pravilo iz 1528. da samo patricij može obnašati visoke dužnosti u redu. S druge strane bili su pučki franjevci koji su podržavali autonomiju od civilne vlasti. Dubrovačka vlast bi često protjerivala one koji se ne bi s njima slagali.
Kako se spor nije mogao riješiti interno, pučki franjevci obratili su se generalu Reda u Rimu Franciscu Zamori i nekolicini drugih kardinala, uključujući Rodolfa Pia da Carpija. Dubrovačke su vlasti potom u studenome 1561. da Carpiju pokušale objasniti zašto su morale protjerati trojicu franjevaca, među kojima je bio i pučanin Franjo Radeljević, štićenik pape Siksta V., a kasnije i sam provincijal. Mjesec dana kasnije dubrovačka je vlada ponovno pisala da Carpiju da je razlog spora namjera pučkih franjevaca da održe izvanredni kapitul prije Uskrsa. Vlasti su svoj potez pravdale i pred Zamorom i pokušale pridobiti dubrovačkog nadbiskupa Lodovica Beccadellija njihovoj strani. Zamora je intervenirao poslavši vizitatora 1561. u Dubrovnik koji je tada bio prožet ne samo sporom među franjevcima, već i svjetovnim klerom i redovnicama. U svibnju 1562. dubrovačke su vlasti poslale Jakova de Tudisija biskupu Beccadelliju koji je bio sudionik Tridentskog koncila da pokuša riješiti sporove. Nakon što je prva vizitacija koju je organizirao Zamora propala, poslao je drugog vizitatora u prosincu 1562., Angela Petrivola da Ferma. Da Fermo je pokušao prekinuti uplitanje vlasti u svađe franjevaca i pozvao na odgovornost neposlušnu braću, među kojima je bio i prvi Lukarević s ostalom trojicom fratara.
Dubrovačke su vlasti apelirale na generala da poništi kaznu za Lukarevića i ostale jer nisu krivi za neposluh. Kako je general bio i sudionik Tridentskog sabora, dubrovačke su vlasti pokušale doći do njega preko nadbiskupa Beccadellija, ali bezuspješno. Lukarević i drugi franjevci, potpomognuti vlastima, odbili su se javiti Zamori na zahtjev vizitatora, uz obrazloženje da su zaokupljeni pastoralnim radom. Da Fermo je i dalje inzistirao da se izvanredni kapitul mora održati i da se optuženi franjevci trebaju javiti generalu.
U međuvremenu je umro trebinjsko-mrkanski biskup Toma Crijević. Dubrovačke su vlasti tada pisale Amalteu, tajniku kardinala Karla Boromejskog da se njegovim nasljednikom imenuje Lukarević, franjevac „vrsnog života”. Na taj su način vlasti pokušale riješiti postojeće sporove i popuniti upražnjeno mjesto biskupa trebinjsko-mrkanskog. No, da bi kandidatura prošla, bilo je potrebno riješiti spor između generala Zamore s jedne strane i Lukarevića, kojeg podržavaju vlasti s druge strane. Kako se pitanje Lukarevićeva imenovanja odugovlačilo, vlasti su ponovno pisale najutjecajnijim kardinalima o njegovu imenovanju. Početkom 1563. vlasti su zamolile Zamoru da sam dođe u Dubrovnik kako bi se uvjerili da su vlasti u sporu u pravu. U travnju 1563. pisali su kardinalima Borromeu, da Carpiju, Alessandru Farneseu i Clementeu d'Oleri. Lukarevićevu imenovanju posebno se usprotivio Da Carpi koji je inzistirao da se prethodno riješi postojeći spor.
General Zamora poduzeo je drastičan korak i pozvao svu dubrovačku braću da dođu u Trident radi rješavanja spora. Kako bi smirile generala, vlasti su poslale posebnog izaslanika Giovannija Augustina di Pozza koji je bio u blizini Venecije kako bi smirio generala. Neki su se franjevci doista odazvali generalovu pozivu i otišli u Trident, a među njima je bio i Lukarević. Međutim, završili su zatočeni u Anconi što je dodatno produbilo spor. Time se intenzivirala komunikacija između Rima i Dubrovnika. Dubrovčani nisu znali za situaciju zatočenih franjevaca i za događaj su doznali vjerojatno od ankonskih fratara. Ponovno su pisali Amaltheu, okrivljujući vizitatore da su krivo optužili vlasti za potiskivanje braće. Nadbiskup Beccadelli stao je u sporu na generalovu stranu, dok je de Pozzo uspio uvjeriti generala da odustane od pozivanja dubrovačkih franjevaca u Trident, tim više što Rim nije odobravao takav potez.
Nakon što su svi sporovi riješeni, konzistorij je potvrdio Lukarevićevo biskupsko imenovanje 30. srpnja 1563. godine. Za biskupa je zaređen 16. kolovoza iste godine u Bazilici sv. Ivana Lateranskog. Glavni posvetitelj je bio Marcantonio kard. Maffei, a suposvetitelji Albert Dujmić Gliričić i Antonmaria Salviati.
Nakon Lukarevićeva imenovanja spor se, međutim, nastavio. O tome je pisao i poznati hrvatski književnik Marin Držić. Lukarević je kao biskup uspio sudjelovati u završnoj fazi Tridentskog sabora. Prvi put se spominje kao sudionik 7. studenog 1563. godine. On je među pet posljednjih biskupa koji su sudjelovali na koncilu kada je njegova zadaća već bila obavljena. Tako je Lukarević bio sudionik posljednje dvije sjednice sabora na kojima se nije raspravljalo o važnijim dogmatskim pitanjima. Dekret o sakramentu ženidbe donesen je na sjednici na kojoj je Lukarević bio nazočan u studenome 1563. godine, no tada su sve rasprave koje su prethodile dekretu bile završene. Lukarević je tako mogao samo dati suglasnost na dekret bez rasprave. Lukarić je bio posljednji potpisnik koncilskih dokumenata na kraju koncila 4. prosinca 1564. Dekrete Tridentskog sabora je potpisao kao „Jacobus episcopus merchanensis et trebinensis”.
Preminuo je 1575. godine. Pokopan je u crkvi Male braće u Dubrovniku. Ipak, ne postoje oznake o točnom položaju njegovih ostataka.

### Knjige
- Perić, Ratko. 2020. Kronotaksa trebinjsko-mrkanskih biskupa s nekim prijepornim pitanjima.   Krešić, Milenko (ur.). Trebinjsko-mrkanska biskupija za vrijeme posljednjeg biskupa ordinarija Nikole Ferića (1792.-1819.) i nakon njega. Teološko-katehetski institut u Mostaru. Mostar. str. 9–33
- Sopta, Jozo. 1988. Trebinjsko-mrkanski biskup Jakov Lukarević na Tridentskom saboru. Regiones paeninsulae balcanicae et proximi orientis: Zbornik radova u čast Baziliju Stjepanu Pandžicu povodom 70. obljetnice života. Fach Slavische Philologie der Universität Bamberg. Bamberg. ISBN 3870526203

### Mrežna sjedišta
- Bishop Giacomo Luccari, O.F.M. Obs. †. catholic-hierarchy.org (engleski). Pristupljeno 20. rujna 2022.

| Titule u Katoličkoj Crkvi | Titule u Katoličkoj Crkvi              | Titule u Katoličkoj Crkvi |
| ------------------------- | -------------------------------------- | ------------------------- |
| prethodnik Toma Crijević  | Biskup trebinjsko-mrkanski 1563.–1575. | nasljednik Šimun Menčetić |